# Teatro Helena Modrzejewska

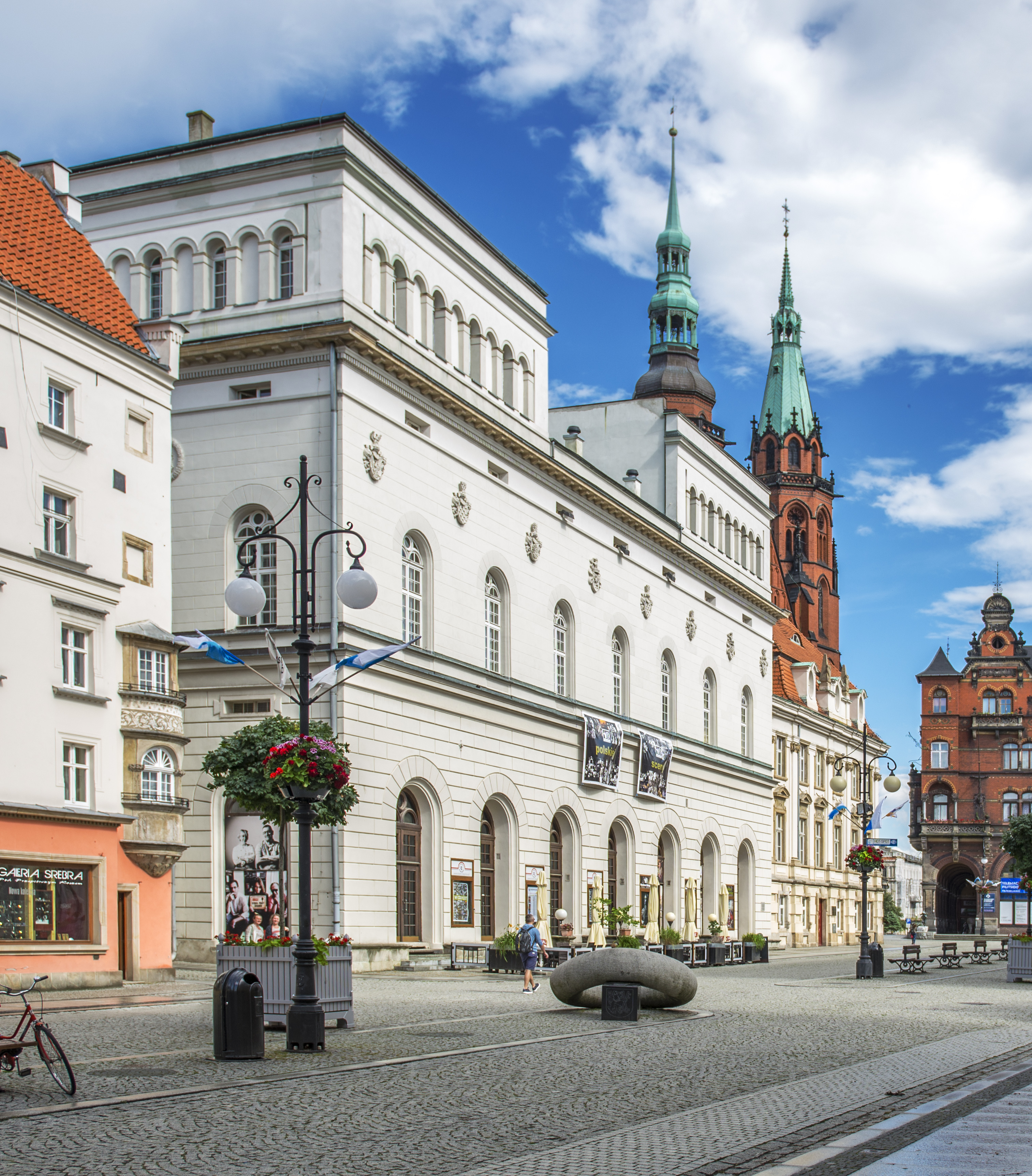
Edificio del teatro de Helena Modrzejewska en la plaza del mercado de Legnica

El Teatro de Helena Modrzejewska en Legnica es un teatro dramático estatal, ubicado en la sede del antiguo teatro-ópera del siglo XIX. En 1991 el edificio fue inscrito en el registro público de monumentos históricos (reg. No.: 590/963/L z 17.06.1991).

## Período de la agencia artística
El edificio del teatro de Legnica fue diseñado por Carl Ferdinand Langhans hijo, el arquitecto de la Ópera de Breslavia, entre otras. El teatro fue erigido en el lugar de las antiguas lonjas. El prototipo del edificio sería el Palacio Strozzi de Florencia. La inauguración del teatro fue celebrada el 25 de diciembre de 1842 por representación de la obra ¨Syn Puszczy¨(Der Sohn der Wildnis) de Friedrich  Halma. Los siguientes espectáculos atrajeron tanto interés que se ordenó a los soldados de la guarnición local para que mantuvieran el orden, lo que tampoco detuvo la gente de peleas y romper cristales. 
Durante casi todo el primer siglo de funcionamiento en el edificio nuevo, el teatro no contaba con equipo permanente y funcionaba como una agencia artística (institución organizadora de eventos). En el teatro se realizaban representaciones teatrales, así como las de ópera y opereta. 
En los años 1891-1893 el edificio fue ajustado a las regulaciones contra incendios, entonces se instalaron rutas de escape y una cortina de hierro. El teatro pasó otra modernización en los años 1938-1939.

## Teatro diverso
Desde 1933 en Legnica funcionó el teatro diverso permanente, gobernado por intendente. Éste en los años 1938-1943 fue Richard Rückert. En aquel tiempo, se realizaban tanto las farsas y operetas triviales como las dramas y óperas serios incluso obras de Wagner, entre otras.  Entre las obras dramáticas no faltaban las de partidarios de los nazis, las de clásicos alemanes (Goethe, Schiller, Lessing), ni las obras contemporáneas (p.ej. Hauptmann).  El final del teatro y de la ópera llegó en septiembre de 1944 cuando la mayoría de los actores fue incorporada al ejército.   

## Después de la Segunda Guerra Mundial

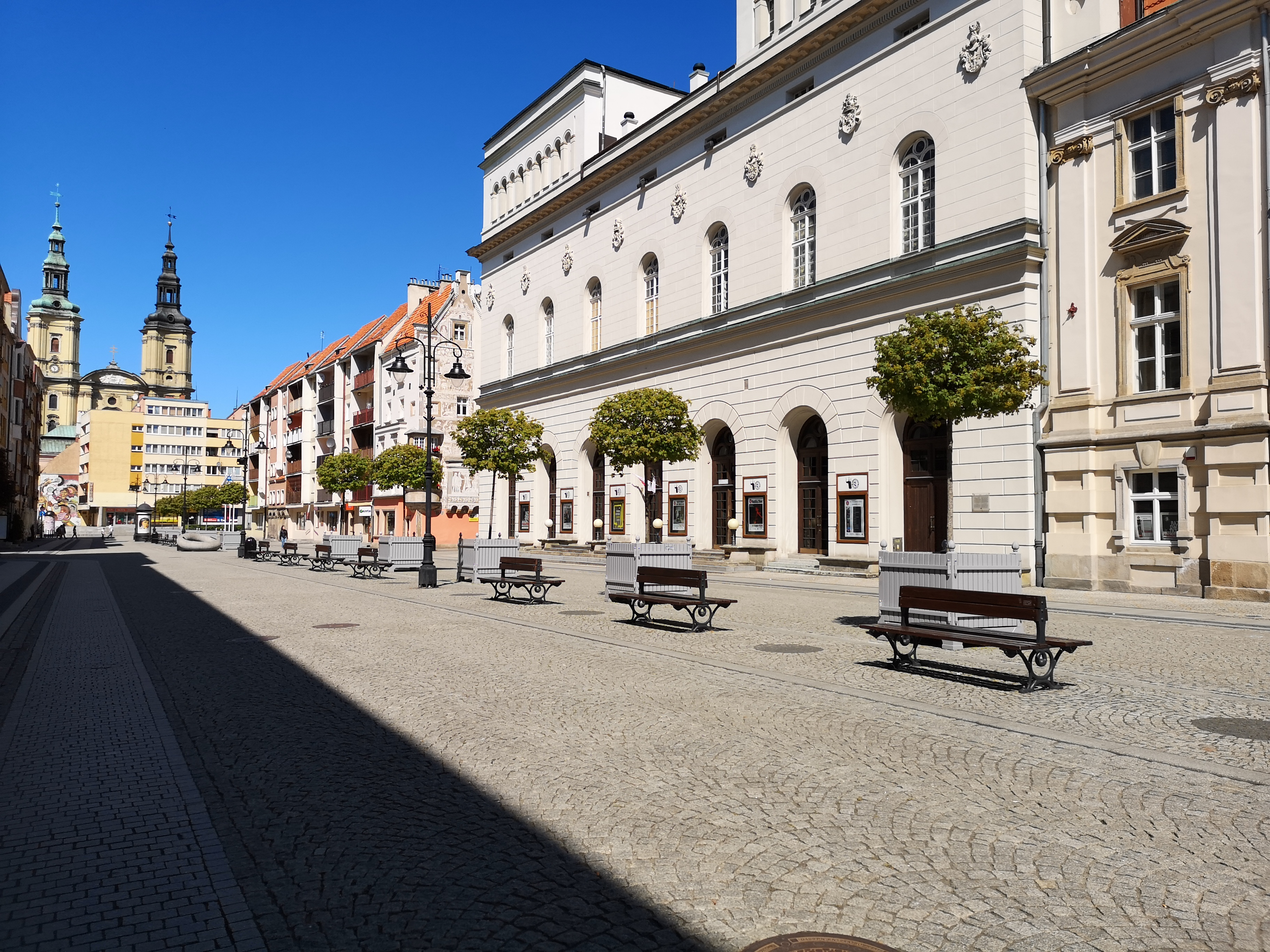
Teatro de Helena Modrzejewska en Legnica

Justo después de la Segunda Guerra Mundial el edificio del teatro fue saqueado por los soldados del Ejército Rojo, que sacaron todo lo que no estaba adherido permanentemente. Después de 1945, el edificio fue utilizado exclusivamente por el Ejército Rojo durante 20 años. En 1964 el edificio fue entregado a las autoridades polacas, pero anteriormente lo había despojado de todo el equipo, incluso de una cortina e instalación de calefacción.    
Cuando se estableció la provincia de Legnica, la actividad del teatro se convirtió en la ambición del partido local y las autoridades administrativas. Después de recoger los fondos necesarios, se iniciaron las obras de construcción durante las cuales se destruyó el carácter histórico y neoclásico del interior. La fachada no se pintó hasta la noche anterior a la inauguración oficial, y por fin, estuvo hecha utilizando escaleras de incendios ordenadas por el voivoda. La inauguración del teatro, el 27 de noviembre de 1977, fue celebrada con el estreno de ¨Lata w Nohant¨ de Jarosław Iwaszkiewicz, dirigido por Józef Wyszomirski.   

## Contemporaneidad
El teatro dramático estatal, abierto en 1977, hasta el año 1991 funcionaba bajo el nombre de Teatr Dramatyczny, luego (en conjunto con Wojewódzki Dom Kultury i Galeria Sztuki) como Centrum Sztuki – Teatr Dramatyczny (Centro de Arte – Teatro Dramático). Desde 1999 lleva el nombre de Helena Modrzejewska. El teatro, desde aquel entonces, participa en las revistas y festivales nacionales más importantes, ganando premios prestigiosos p.ej. en el Concurso de la Exposición de Arte Contemporáneo Polaco (Konkurs na Wystawienie Polskiej Sztuki Współczesnej), Festival Nacional de Dirección ¨Interpretacje¨ (Festiwal Sztuki Reżyserskiej „Interpretacje”) en Katowice, Festival de Shakespeare en Gdansk, etc. El teatro también presenta sus espectáculos al extranjero (República Checa, Alemania, Reino Unido, Eslovaquia, Eslovenia, Rusia y Estados Unidos – 2009, Argentina – 2013, Turquía – 2014). La misión del teatro de Legnica se trata de presentar ¨historias reales en lugares reales¨ p.ej. en antiguas fábricas o en un cine arruinado. Estas historias a menudo se refieren a Legnica, preservando y manteniendo así la identidad de la ciudad. Los espectáculos más importantes del Teatro de Helena Modrzejwska son: Ballada o Zakaczawiu (2000, versión de TV 2002), Wschody i Zachody Miasta (2003, versión de TV 2005), Made in Poland (2004, versión de TV 2005), Otello (2006), Łemko (2007), III Furie (2011, versión de TV 2012), Orkiestra (2011, versión de TV 2013). El teatro organizó el Festival Internacional de Teatro ¨Miasto¨ en Legnica (2007, 2009), cuyo escenario constituyeron los espacios arruinados de la ciudad, y coorganizó el Festival del Teatro ¨Nie-Złego¨ (2011,2012). Los directores que actúan en el Teatro de Helena Modrzejewska son: Jacek Głomb, Lech Raczek, Piotr Cieplak, Paweł Kamza, Ondrej Spišák, Przemysław Wojcieszek. 
El 14 de noviembre de 2014 el teatro recibió la Medalla de Plata al ¨Mérito de la Cultura «Gloria Artis»¨.  